# Рихард Јакопич
Рихард Јакопич (12. април 1869 — 21. април 1943) је био словеначки сликар. Он је био један од водећих словеначких импресиониста и теоретичара. Заједно са Матејом Стеменом, Матијом Јамом и Иваном Гроховим сматра се оснивачем словеначког импресионистичког сликарства.

## Биографија
Рођен је у Љубљани, која је тада била под влашћу Аустроугарске монархије, 1869. године. Студирао је уметност у Бечу, а затим у Минхену у Ажбеовој приватној школи, где је извесно време са њим био Јосип Рајачић, представник хрватског импресионизма. Одушевљен импресионистичким начином сликања, враћа се у Словенију и слика углавном пејзаже.
Као водећи сликар основао је сликарску школу, а затим и сопственим средствима у парку Тиволи у Љубљани, по плану архитекте Макса Фабијанија, саградио Павиљон, и тиме омогућио младим уметницима да излажу своја дела. у Павиљону је представљено преко 1200 његових слика и 600 цртежа.
- Био је један од првих чланова Словеначке академија наука и уметности основане 1938. године.
- 1965. основна школа у Шишки добија име по овом сликару.
- Његов лик се налази на словеначкој банкноти (100 толара). На њој су детаљ са једне Јакопичеве слике, и план за изградњу павиљона.

## Рад
У свом раду прошао је кроз 4 фазе:
1. импресионистичка,
2. реалистичка,
3. експресионистичка, и
4. синтеза реализма и експресионизма.

Мотив из природе обрађује спонтаним и бравурозним потезима који се шире у свим правцима по површини платна.
Боја је основни садржај слике, а уочљиви су како бојени тако и валерски контрасти.